# Marcel Svoboda
Marcel Svoboda (* 31. května 1976) je český skialpinista z týmu SK Skialp Beskydy.
Na ME v roce 2005 s ním byli v týmu Michal Štantejský, Miroslav Duch a Michal Němec, na MS v roce 2006 pak Jaroslav Bánský, Michal Němec a Miroslav Duch.

## Výkony a ocenění

### Závodní výsledky
| Mistrovství světa ve skialpinismu | Mistrovství světa ve skialpinismu |
| Rok                               | 2006                              |
| --------------------------------- | --------------------------------- |
| relays                            | 10                                |

| Mistrovství Evropy ve skialpinismu | Mistrovství Evropy ve skialpinismu |
| Rok                                | 2005                               |
| ---------------------------------- | ---------------------------------- |
| relays                             | 9                                  |

| Mistrovství České republiky ve skialpinismu | Mistrovství České republiky ve skialpinismu |
| Rok                                         | 2005                                        |
| ------------------------------------------- | ------------------------------------------- |
| muži                                        | 3                                           |